# Theo van Niel Jr.
Theo van Niel Jr. (Voorburg, 3 oktober 1991) is een Nederlandse gitarist en componist. 
Van Niel was de leadgitarist en medecomponist van Nederlandse bluesrockformatie Mojo Man. In 2015 brachten zij hun gelijknamige debuutalbum uit.
Van Niel heeft twee instrumentale solo-albums uitgebracht: "Practised Bravado" in 2017, waarop hij samenwerkte met Amerikaanse drummers Thomas Lang (Paul Gilbert, John Wetton) en Dennis Leeflang (Bumblefoot), en "Self-Education" in 2024, waarop hij samenwerkte met Amerikaanse drummer Shane Gaalaas (Yngwie Malmsteen, Michael Schenker) en Noorse saxofonist Jørgen Munkeby (Shining, Jaga Jazzist). 
Naast zijn werk als muzikant is Van Niel ook actief als educator bij Amerikaans online educatiemedium TrueFire, waar hij de cursus "Countrified Rock Guitar Guidebook" heeft uitgebracht.

## Discografie
Solo-albums
- Self-Education (2024)[3][4]
- Practised Bravado (2017)[6][7][8][9]

TrueFire
- Countrified Rock Guitar Guidebook (DVD, 2019)[5][10]

Mojo Man
- Mojo Man (2015)[1][11][12][13]